# Tim Plester

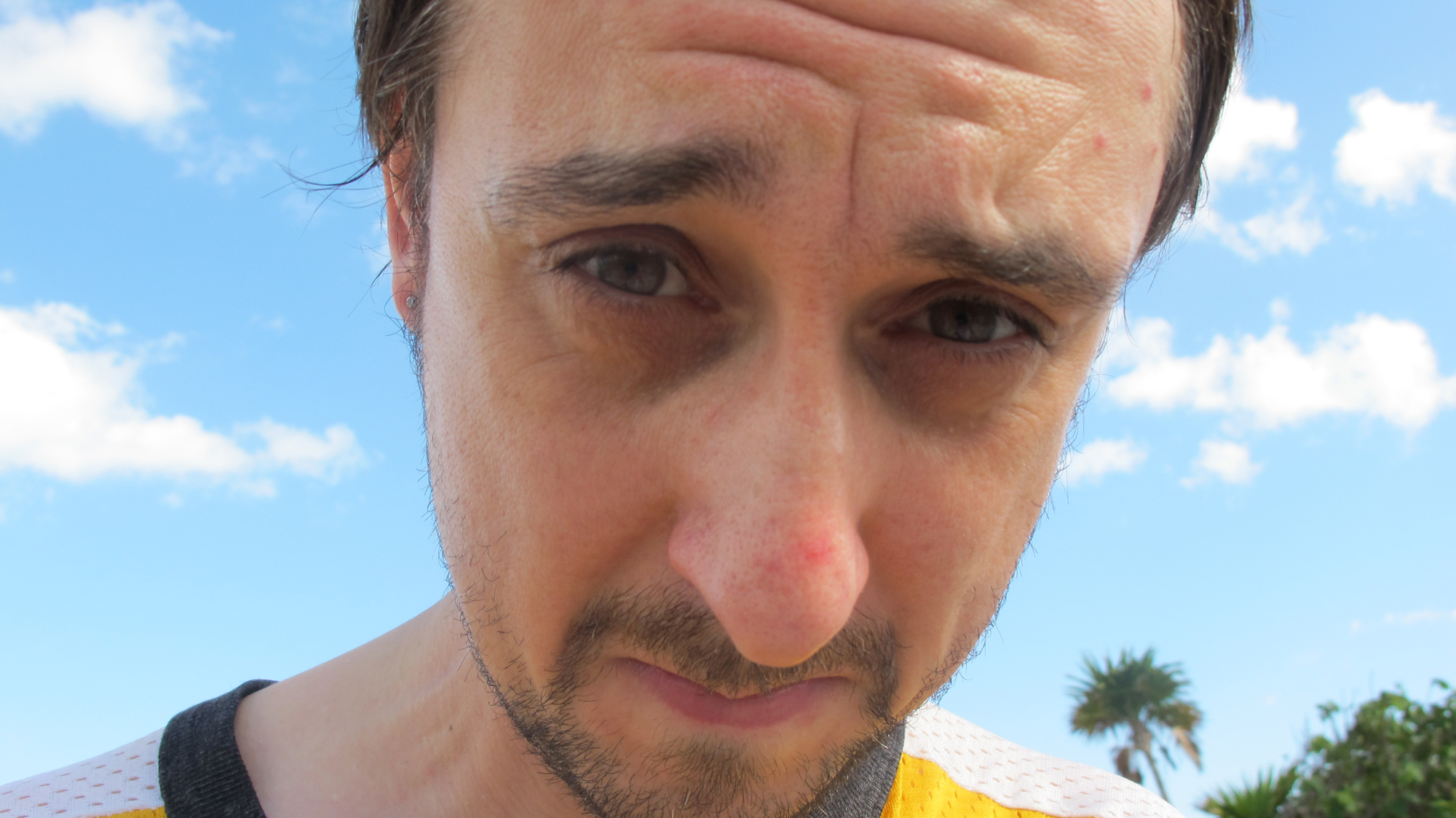
Tim Plester, 2011

Timothy Marc "Tim" Plester (* 10. September 1970 in Banbury, Oxfordshire) ist ein britischer Schauspieler und Filmemacher.

## Leben und Karriere
Tim Plester wurde 1970 in Oxfordshire geboren, wo er auch aufwuchs. Nach dem Schulabschluss erwarb er Bachelor-Abschlüsse in Theater und Drama vom Dartington College of Arts, respektive von der Birmingham University. 
Plester tritt neben seinen Film- und Fernsehauftritten regelmäßig als Autor und Regisseur von Kurzfilmen in Erscheinung. So gewann er 2003 für den Kurzfilm Ant Muzak einen Audience Award auf dem Sydney Film Festival. 
Seit 2001 war Plester in über 80 Film- und Fernsehproduktionen, vor allem aus seinem Heimatland, zu sehen. Er spielte wiederkehrende Serienrollen in Casualty, Silent Witness, Happiness oder Murder City. Von 2013  bis 2016 war er in der erfolgreichen Fernsehserie Game of Thrones als Schwarzer Walder zu sehen. 2015 spielte Plester wiederkehrende Rollen in Galavant und Wölfe.
Zu seinen Filmauftritten gehören u. a. It’s All Gone Pete Tong, Control, Kick-Ass und Lockout. 2018 spielte er im Film Bohemian Rhapsody den Queen-Produzenten Roy Thomas Baker. 2019 war er in der ersten Staffel der Netflix-Serie After Life als Julian zu sehen.

## Filmografie (Auswahl)
- 2001: The Residents (Fernsehserie, Episode 1x01)
- 2001–2003: Happiness (Fernsehserie, 12 Episoden)
- 2002: Shooters
- 2002: Dalziel and Pascoe (Fernsehserie, 2 Episoden)
- 2003: Dead Simple
- 2003: Silent Witness (Fernsehserie, 3 Episoden)
- 2003–2004: Casualty (Fernsehserie, 3 Episoden)
- 2004: Sea of Souls (Fernsehserie, 2 Episoden)
- 2004: It’s All Gone Pete Tong
- 2004: The Last Chancers (Fernsehserie, Episode 1x01)
- 2004–2006: Murder City (Fernsehserie, 3 Episoden)
- 2006: Land of the Blind
- 2006: Hustle – Unehrlich währt am längsten (Hustle, Fernsehserie, Episode 3x01)
- 2006: Home Again (Fernsehserie, 2 Episoden)
- 2007: Irina Palm
- 2007: All About Me (Fernsehfilm)
- 2007: Control
- 2007: Magicians
- 2007: The Boat People
- 2008: City of Vice (Fernsehserie, Episode 1x02)
- 2008: Shifty
- 2009: London Nights
- 2009: 1066 (Fernsehserie, 2 Episoden)
- 2010: Kick-Ass
- 2010: London Boulevard
- 2010: Doctor Who (Fernsehserie, Weihnachtsspecial)
- 2011: New Tricks – Die Krimispezialisten (New Tricks, Fernsehserie, 1 Episode)
- 2012: Lockout
- 2013: Love Me Till Monday
- 2013: The Wrong Mans – Falsche Zeit, falscher Ort (The Wrong Mans, Fernsehserie, 1 Episode)
- 2013–2014: WPC 56 (Fernsehserie, 5 Episoden)
- 2013–2016: Game of Thrones (Fernsehserie, 6 Episoden)
- 2014: Cuban Fury – Echte Männer tanzen (Cuban Fury)
- 2014: Closer to the Moon
- 2014: Pramface (Fernsehserie, 3 Episoden)
- 2015: Galavant (Fernsehserie, 3 Episoden)
- 2015: Wölfe (Wolf Hall, Fernsehserie, 5 Episoden)
- 2015: Captain Webb
- 2017: Taboo (Fernsehserie, Episode 1x01)
- 2017: Eleanor & Colette (55 Steps)
- 2018: The Little Stranger
- 2018: Bohemian Rhapsody
- 2019: After Life (Fernsehserie, 5 Episoden)
- 2020: Undergods
- 2020: Because the Night (Miniserie, 3 Episoden)
- 2021: Britannia (Fernsehserie, Episode 3x08)
- 2022: Room 7
- 2025: The Thing with Feathers